# Районы Вены
Вена состоит из 23 районов (нем. Gemeindebezirke). Каждый район имеет название, но часто районы указывают и по номерам. Так, на многих домах в Вене висят таблички с названием улицы, перед которым указан номер района, например: «16., Koppstraße», т. е. улица в 16-м районе, Оттакринге.
С юридической точки зрения, они не являются районами в смысле административного деления Австрии (как, например, округа в других землях), а просто подразделениями городской администрации. Тем не менее, в этих районах проходят выборы, а выборные представители имеют некоторые политические полномочия, например, в области городского планирования. Кроме того, каждый район имеет своё административное здание (кроме 13-го и 14-го районов, которые делят одно здание), так что большинство административных нужд горожане могут справить в своём районе, например, получить новый паспорт.
| №  | Район                 | нем. Gemeindebezirke | Площадь, га (2017-01-01) | Население, чел. (2017-01-01) | Административное деление Вены |
| -- | --------------------- | -------------------- | ------------------------ | ---------------------------- | ----------------------------- |
| 1  | Внутренний город      | Innere Stadt         | 286,89                   | 16 465                       | Административное деление Вены |
| 2  | Леопольдштадт         | Leopoldstadt         | 1 923,06                 | 105 003                      | Административное деление Вены |
| 3  | Ландштрасе            | Landstraße           | 739,63                   | 90 183                       | Административное деление Вены |
| 4  | Виден                 | Wieden               | 177,47                   | 33 035                       | Административное деление Вены |
| 5  | Маргаретен            | Margareten           | 201,09                   | 55 356                       | Административное деление Вены |
| 6  | Мариахильф            | Mariahilf            | 145,23                   | 31 865                       | Административное деление Вены |
| 7  | Нойбау                | Neubau               | 160,45                   | 32 197                       | Административное деление Вены |
| 8  | Йозефштадт            | Josefstadt           | 108,97                   | 25 528                       | Административное деление Вены |
| 9  | Альзергрунд           | Alsergrund           | 296,66                   | 42 709                       | Административное деление Вены |
| 10 | Фаворитен             | Favoriten            | 3 181,42                 | 198 083                      | Административное деление Вены |
| 11 | Зиммеринг             | Simmering            | 2 324,80                 | 100 137                      | Административное деление Вены |
| 12 | Майдлинг              | Meidling             | 810,07                   | 95 955                       | Административное деление Вены |
| 13 | Хитцинг               | Hietzing             | 3 770,32                 | 54 171                       | Административное деление Вены |
| 14 | Пенцинг               | Penzing              | 3 375,36                 | 92 337                       | Административное деление Вены |
| 15 | Рудольфсхайм-Фюнфхаус | Rudolfsheim-Fünfhaus | 392,27                   | 78 999                       | Административное деление Вены |
| 16 | Оттакринг             | Ottakring            | 867,16                   | 104 323                      | Административное деление Вены |
| 17 | Хернальс              | Hernals              | 1138,66                  | 57 180                       | Административное деление Вены |
| 18 | Веринг                | Währing              | 634,56                   | 51 128                       | Административное деление Вены |
| 19 | Дёблинг               | Döbling              | 2 493,77                 | 72 107                       | Административное деление Вены |
| 20 | Бригиттенау           | Brigittenau          | 570,81                   | 86 868                       | Административное деление Вены |
| 21 | Флоридсдорф           | Floridsdorf          | 4 443,10                 | 158 712                      | Административное деление Вены |
| 22 | Донауштадт            | Donaustadt           | 10 227,83                | 184 188                      | Административное деление Вены |
| 23 | Лизинг                | Liesing              | 3 205,68                 | 101 053                      | Административное деление Вены |
|    | Вена                  | Wien                 | 41 475,26                | 1 867 582                    | Карта-схема районов Вены      |

Почтовые индексы в Вене однозначно определяются районом: 1##X, где 1 означает Вену, ## — номер района (с нулём впереди, если необходимо), а X — номер почты, обычно 0, для первой почты.  Например, 1070 означает адрес в Нойбау.  Исключения составляют 1300 для Венского международного аэропорта, 1400 для комплекса зданий ООН и 1500 для Австрийских вооружённых сил ООН.
Номер района отражает, в некоторой степени, период его включения в состав Вены.
- Первый район представляет собой исторический центр Вены, а до второй половины XIX века составлял собственно город, обнесённый городской стеной.
- Районы 2—9, а также 20-й, который был выделен из состава 2-го, известны как внутренние районы (Innenbezirke) и в большинстве своём являются бывшими предместьями Вены, которые были расположены внутри фортификационного вала — второй линии обороны города, построенной в начале XVIII века. В наши дни эти районы расположены внутри Гюртеля — улицы, построенной на месте снесённого к концу XIX века вала.
- Остальные районы известны как внешние (Außenbezirke) и состоят из более удалённых бывших пригородов, располагавшихся снаружи от вала или же за Дунаем, после регулирования которого в 1870-х годах к тому же было освобождено много земли.